# Wood End (Atherstone)
Wood End – wieś w Anglii, w hrabstwie Warwickshire, w dystrykcie North Warwickshire, w pobliżu miasta Atherstone. Leży 34 km na północ od miasta Warwick i 159 km na północny zachód od Londynu. W 2001 miejscowość liczyła 2205 mieszkańców.